# Ilie Gheorghe
Ilie Gheorghe (n. 21 septembrie 1940, Giubega, Dolj, România – d. 28 aprilie 2018, Craiova, România) a fost un actor de teatru și film și regizor de teatru român absolvent al Institutului de Teatru și Film în 1967 și a fost angajat al Teatrului Național din Craiova. Începând din anul 1996 este profesor la Departamentul de Teatru al Facultății de Litere, în cadrul Universitatății din Craiova.

## Biografie
La fel ca și în cazul lui Tudor Gheorghe, prenumele actorului este Gheorghe, iar numele de familie este Ilie, el fiind, totuși, cunoscut drept Ilie Gheorghe în loc de Gheorghe Ilie. Profesiunea inițială a actorului era cea de învățător, însă după o vizită a unui inspector școlar, acesta și-a dat seama că Ilie Gheorghe avea talent histrionic și l-a încurajat să încerce să urmeze studii de teatru.

## Roluri în teatru
- 1968-1969 - Iamandy în Iancu Jianu de Octav Măgureanu, regia Georgeta Tomescu[3]
- 1968-1969 - Britannus în Cezar și Cleopatra de G.B.Shaw, regia Georgeta Tomescu
- 1968-1969 - Mișu Felecan – Nota zero la purtare de Virgil Stoenescu și Octavian Sava, regia Gh.Jora
- 1968-1969 - Ducele Burgundiei în Regele Lear de W. Shakespeare, regia Gh.Jora
- 1969-1970 - George Lefterescu în Al patrulea anotimp de H. Lovinescu, regia Octavian Greavu

## Filmografie
- 1974 - Doctorul în Soarele și infinitul[4]
- 1987 - Moromeții - Dumitru lui Nae
- 1989 - Meșterul Vasile în Aurul alb
- 1990 - Cine are dreptate?
- 1991 - Undeva în Est
- 1995 - Vasiliu/Burleanu în serialul TV Ochii care nu se văd
- 2000 - Senatorul în serialul TV Răzbunarea Robertei
- 2005 - Popa Gârlici în Amantul marii doamne Dracula[5]
- 2009 - el însuși în Faust - Drumul clipei
- 2011 - Undeva la Palilula

## Premii
- 1985 - Premiul I și titlul de laureat la Festivalul Național de Teatru pentru rolul Hariton din Paznicul de la depozitul de nisip de D.R.Popescu[3]
- 1986 - Premiul I la Gala dramaturgiei românești de la Timișoara - pentru rolul Hariton din  Paznicul de la depozitul de nisip
- 1987 - Diploma ATM pentru rolul Stoian din Puterea și adevarul de Titus Popovici
- 1988 - Premiul revistei Ramuri pentru creațiile din ultimele stagiuni
- 1989 - Premiul revistei Teatru pentru rolul Sile Gurău din Mobilă și durere de Teodor Mazilu
- 1991 - Premiul revistei Scorpion, în cadrul Festivalului Național de Teatru, București, pentru rolul Sorescu din Vărul Shekespeare de M. Sorescu
- 1992 - Premiul revistei Academia Cațavencu pentru Gradul de periculozitate al prestării artistice în rolul Aaron din Titus Andronicus de W.Shakespeare, în cadrul Festivalului Național de teatru, I.L.Caragiale, Bucuresti, ed. aIII-a.
- 1993 - Premiul pentru prezența cea mai spirituală, al ziarului Libertatea, pentru rolul Galeotto din Decameron 645, montat la teatrul Anton Pann din Râmnicu Vâlcea - în cadrul Fesivalului National de teatru I.L.Caragiale, ed. aIV-a .
- 1995 - Premiul criticii: cel mai bun actor al anului 1994, pentru rolul Iona din Iona de M.Sorescu ( Din partea AICT)
- 1998 - Diploma pentru rolul Cațavencu din O scrisoare pierdută de I.L.Caragiale, în cadrul ediției jubiliare (a XX-a) a Zilelor Caragiale, Craiova.
- 1998 - Premiul special al juriului la Festivalul Internațional de Teatru de la Piatra Neamț, ed. a XIV-a, pentru rolul Galeotto din Decameron 645
- 1998 - Premiul național Marin Sorescu, acordat de Academia Română si TNC pentru prezentarea, în 1997, a spectacolului Iona la Festivalul Convenției Teatrale Europene de la Stockholm și pentru contribuția excepțională adusă pe parcursul a 20 de ani de activitate artistică, la cunoașterea si propagarea dramaturgiei soresciene în țară și în străinatate.
- 1998 - Diploma Inspectoratului pentru Cultură Dolj, atribuită personalitaților craiovene.
- 2004 - oct. Premiul Omnia al revistei Mozaicul, pentru întreaga activitate
- 2004 - nov. Premiul Amza Pellea al revistei Lamura
- Ordinul Meritul Cultural în grad de Cavaler, Categoria D - "Arta Spectacolului" (10 decembrie 2004), „pentru contribuțiile deosebite în activitatea artistică și culturală din țara noastră, pentru promovarea civilizației și istoriei românești”.[6]

Cel mai bun actor în rol principal: Ilie Gheorghe, Harpagon, Avarul de Molière, în regia lui Bocsardi Laszlo, Gala UNITER
- apr. 2006 - Premiul pentru întreaga activitate la Gala STAR de la Bacău, pentru rolul Iona din piesa omonima a lui Marin Sorescu[7][8]
- oct. 2006 - Premiul, "Cununa de aur" la Festivalul MESS de la Sarajevo/ Zenica, Bosnia, pentru rolul Sir Toby din Cum doriți sau Noaptea de la spartul târgului de W. Shakespeare în regia lui Silviu Purcărete